# Lac Mashū
Le lac Mashū (摩周湖, Mashū-ko) est un lac de cratère endoréique dans le caldeira d'un volcan potentiellement actif. Il est situé dans le parc national d'Akan sur l'île d'Hokkaidō, au Japon. Le lac est renommé comme étant l'un des lacs à l'eau la plus transparente au monde.

## Origine
Le lac Mashū a été initialement nommé « lac du diable » par les Aïnous. Au fil du temps, cependant, les Japonais ont commencé à se référer au lac par la lecture japonaise pour le sommet voisin, le mont Mashū (摩周, Mashū-dake). Le kanji est traduit comme « la montagne à zone nettoyée ».
Le nom de ce pic est communément appelé aujourd'hui « Kamuinupuri » ou en français « montagne des dieux ». Le lac conserve également son nom aïnou, « Kamuito » ou en français « lac des dieux ».